# ألكسندر بوليهستر
الكسندر بوليهستر (بالإنجليزية: Alexander Polyhistor)‏ لوسيوس كورنيليوس الكسندر بوليهستور (اليونانية القديمة: Ἀλέξανδρος ὁ Πολυΐστωρ)؛ ازدهر في النصف الأول من القرن الأول قبل الميلاد ، ويسمى أيضا الكسندر من ميليتس, عالم يوناني كان يُستعبد من قبل الرومان خلال حرب Mithridatic واقتيد إلى روما كمدرس خصوصي . بعد الإفراج عنه، استمر في العيش في إيطاليا كمواطن روماني. كان كاتباً مثمرا للغاية وهو حصل على لقب polyhistor. تم فقدان معظم كتاباته الآن، وكانت أجزاء التي لا تزال موجودة تلقي الضوء على موضوعات ذات قيمة أثرية نقاط شرق البحر المتوسط ومن بين أعماله الروايات التاريخية والجغرافية لما يقرب من جميع بلدان العالم القديم.